# 因奇萨-斯卡帕奇诺
因奇萨-斯卡帕奇诺（義大利語：Incisa Scapaccino），是意大利阿斯蒂省的一个市镇。总面积20.85平方公里，人口2269人，人口密度108.8人/平方公里（2009年）。ISTAT代码为005058。